# 奎里纳莱山

罗马七座山丘

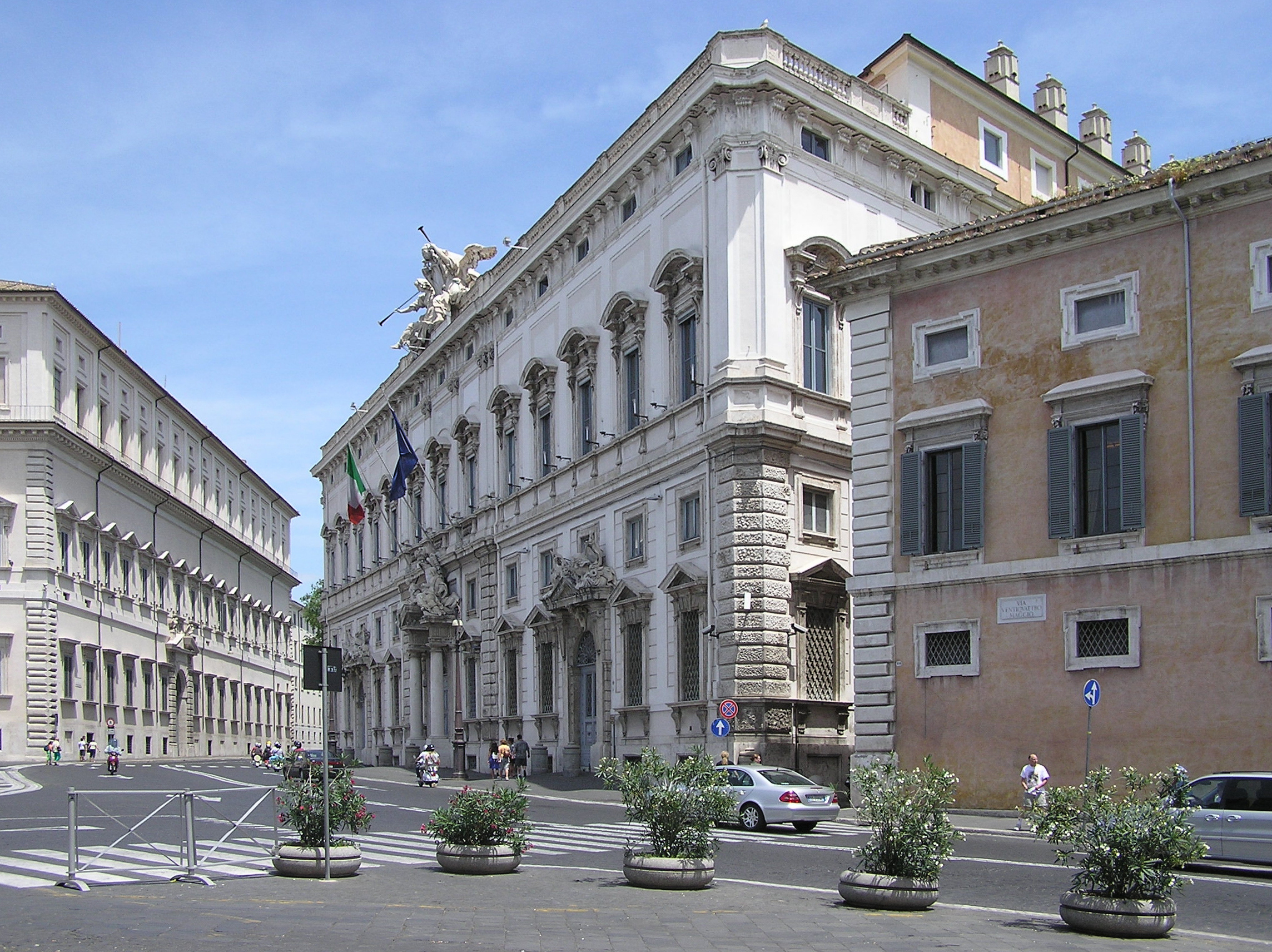
意大利宪法法院和奎里纳莱山政府大楼

奎里纳莱山（義大利語：Colle Quirinale）是罗马七座山丘之一，位于市中心东北方。这是意大利国家元首官邸奎里纳莱宫的所在地。
根据古罗马传说，奎里纳莱山是萨宾人的一个小村庄，他们立起祭坛，供奉他们的神“奎里努斯”，此山就因此得名。 
奎里纳莱山的凉爽空气在古代就吸引贵族和教宗家族前来沙勒斯脱花园修建别墅。1573年教宗额我略十三世前来参观枢机主教Este的别墅，认为这里比梵蒂冈或拉特朗更有益健康，于是在次年开始修建自己的夏宫。沿奎里纳莱路延伸长达360米，前面是倾斜的奎里纳莱广场。1871年罗马并入意大利王国，教宗的宫殿改为意大利国王的王宫，1946年以后改为总统官邸。

## 其他名胜
- 奎琳岗圣安德肋堂，教宗英诺森十世之侄庞菲利枢机（Camillo Pamphilij），这是罗马最杰出的巴洛克建筑之一，贝尼尼设计，内部有壮观的大理石，墙壁和镀金装饰物
- “四泉”（Quattro Fontane）和博罗米尼（Borromini）的四泉圣嘉禄堂。
- 奎琳岗圣西尔维斯特堂（San Silvestro al Quirinale），1000年前后兴建，重建于16世纪和19世纪。
- Baracchini宫，建于1876-83年，现为意大利国防部。

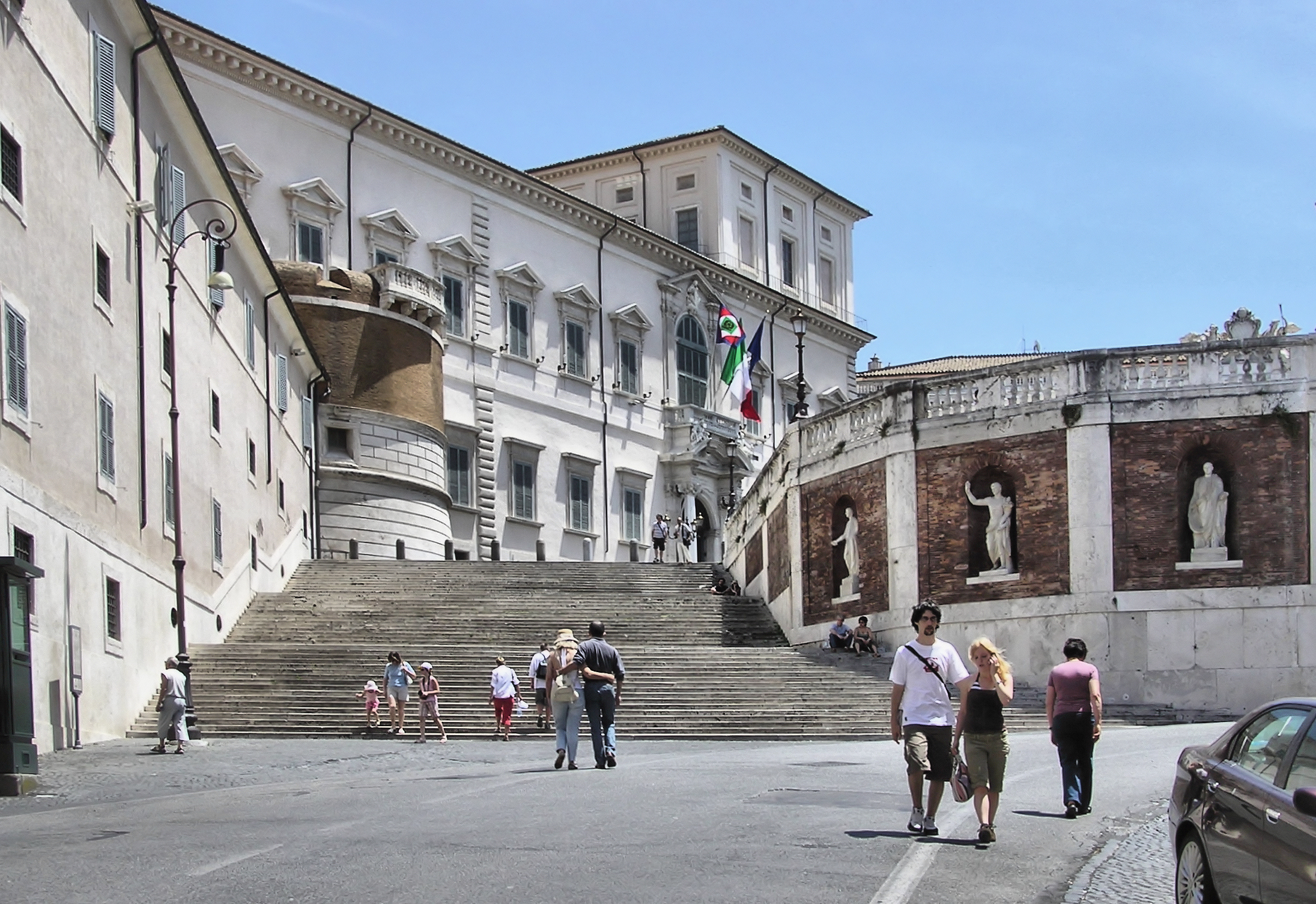
意大利共和国总统官邸奎里纳莱宫

- 意大利宪法法院康苏塔宫，正对着奎里纳莱宫。